# Aksonema

Przekrój poprzeczny przez aksonemę

Aksonema – kompleks 9 par mikrotubul obwodowych oraz jednej pary centralnej, stanowiący aparat ruchowy rzęsek i wici (ruch odbywa się dzięki przesuwaniu się dyneiny wzdłuż mikrotubul).